# Awka North
Awka North è una delle ventuno aree di governo locale (local government areas) appartenenti allo stato di Anambra, in Nigeria. Il capoluogo è la città di Achalla. 
Nel censimento del 2006 contava 112.608 abitanti.